# فهرست شهرهای یونان
فهرست شهرهای یونان که بیش‌تر از ۱۵٬۰۰۰ نفر جمعیت دارند. ارقام جمعیت شامل حومه‌ها یا شهرهای مجاور نمی‌باشد لذا در شهرهای بزرگ‌تر ارقام تنها نشان‌دهندهٔ بخش‌های مرکزی است و نه منطقهٔ شهری وسیع‌تر. اسامی حومه‌های آتن یا سالونیک مورب نگاشته شده‌اند.

توضیحات اعداد:

۱ حومه‌ای از آتن در ابرشهر آتن

۲ حومه‌ای از سالونیک در ابرشهر سالونیک

۳ شهری از شهرستان پیره

۴ حومه‌ای از سالونیک در منطقهٔ شهری سالونیک

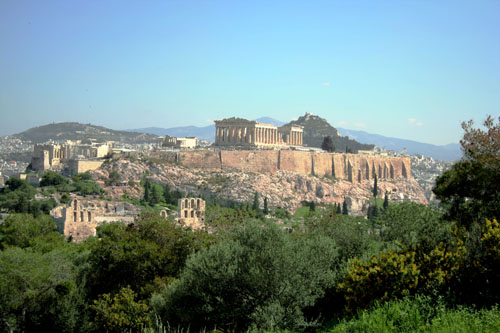
آتن

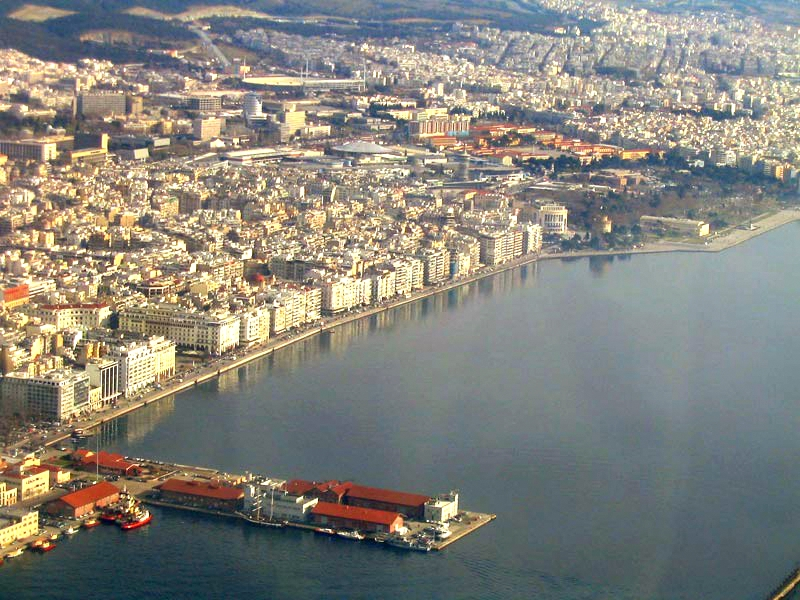
سالونیک

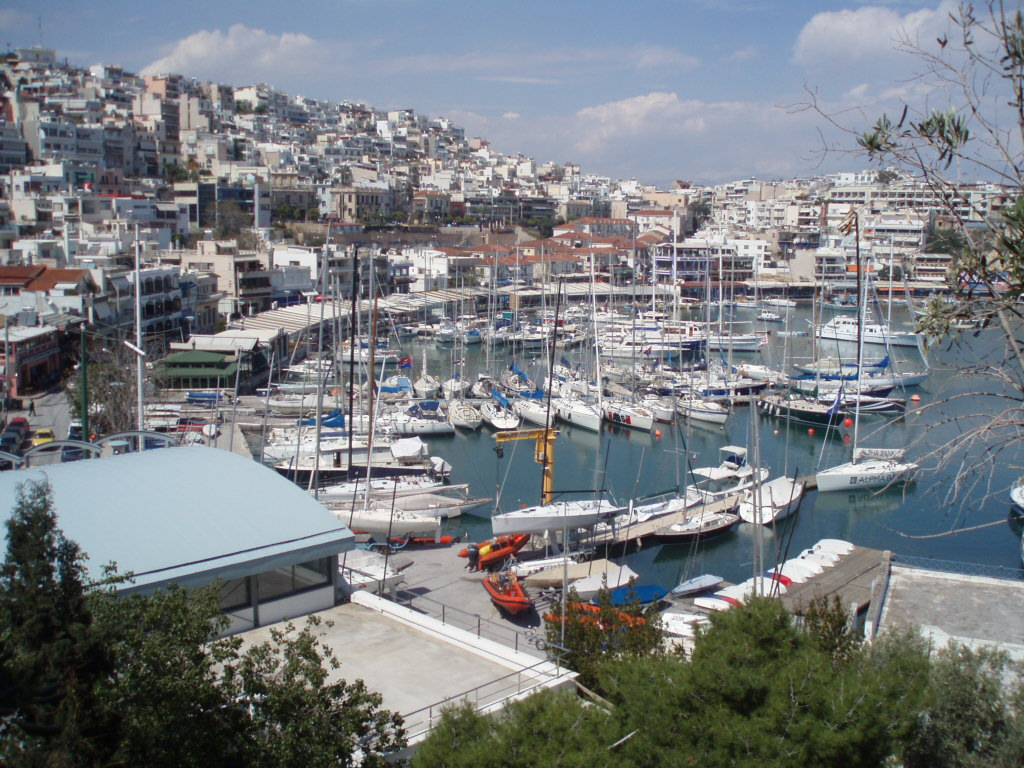
پیره

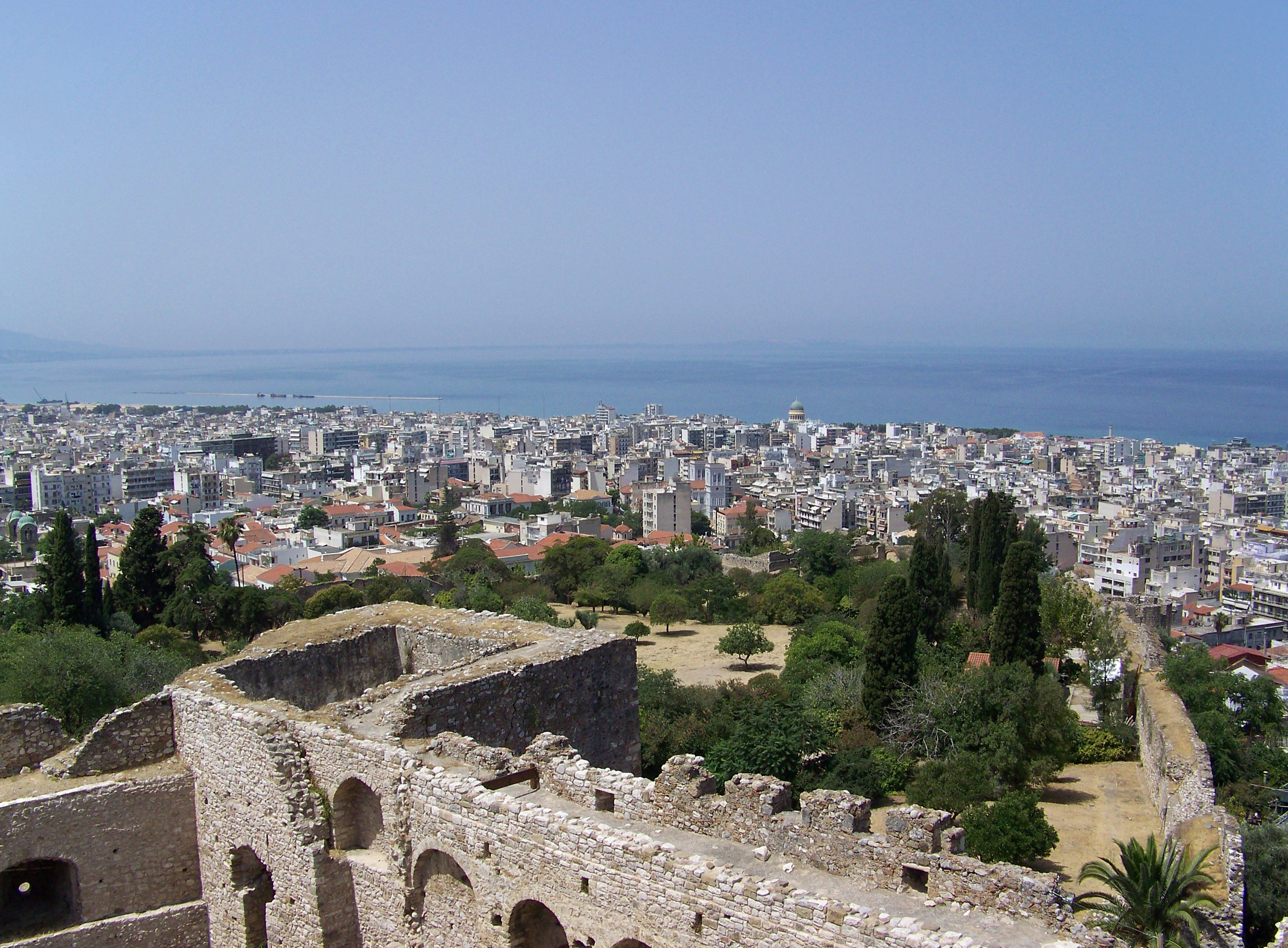
پاتراس

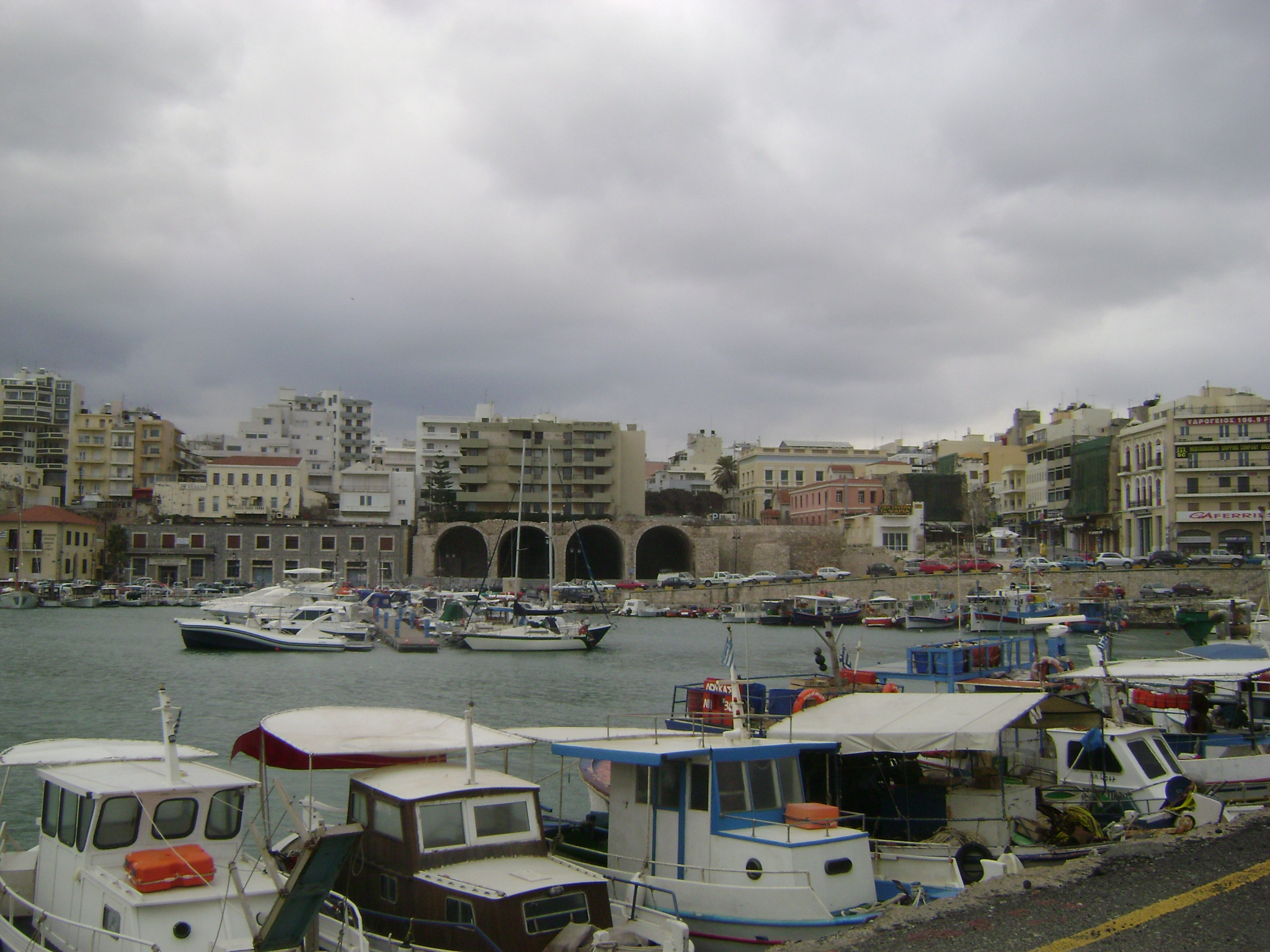
هراکلیون

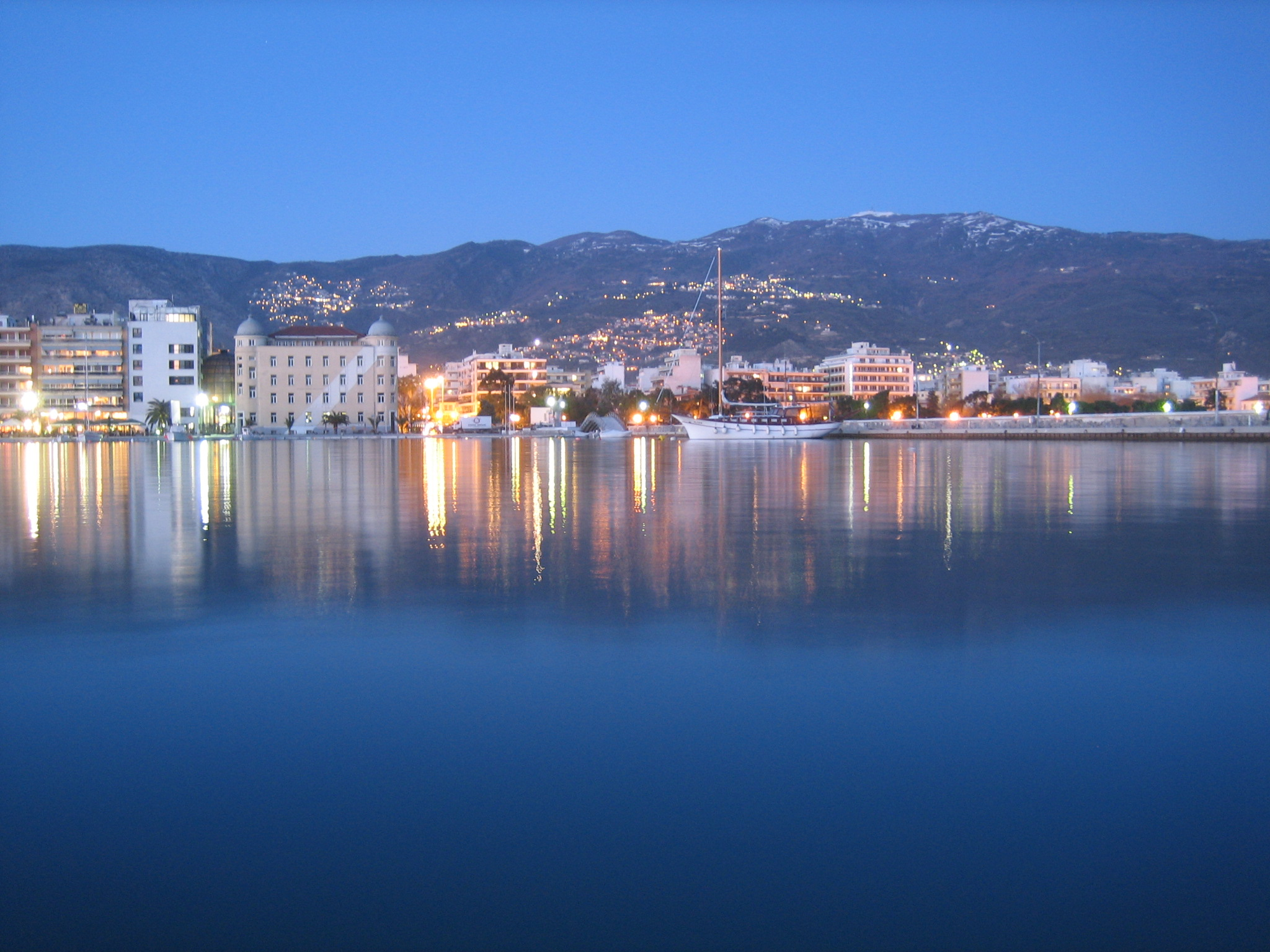
ولس

۵ حومه‌ای از آتن در منطقهٔ شهری آتن
| رتبه | شهر                   | سرشماری ۱۹۹۱ | سرشماری ۲۰۰۱ | محاسبه ۲۰۰۷ | ناحیه                 |
| ۱    | آتن۱                  | ۷۷۲٬۰۷۲      | ۷۴۵٬۵۱۴      | ۷۲۰٬۹۷۹     | آتیک                  |
| ۲    | سالونیک۲              | ۳۸۳٬۹۶۷      | ۳۶۳٬۹۸۷      | ۳۴۸٬۹۲۰     | مقدونیه مرکزی         |
| ۳    | پیرئاس۱٬۳             | ۱۸۲٬۶۷۱      | ۱۷۵٬۶۹۷      | ۱۷۰٬۷۱۵     | آتیک                  |
| ۴    | پاتراس                | ۱۵۲٬۵۷۰      | ۱۶۰٬۴۰۰      | ۱۶۴٬۷۴۱     | یونان غربی            |
| ۵    | هراکلیون              | ۱۱۵٬۲۷۰      | ۱۳۰٬۹۱۴      | ۱۴۰٬۳۵۷     | جزیره کرت             |
| ۶    | پریستری۱              | ۱۳۷٬۲۸۸      | ۱۳۷٬۹۱۸      | ۱۳۷٬۴۷۲     | آتیک                  |
| ۷    | لاریسا                | ۱۱۲٬۷۷۷      | ۱۲۴٬۳۹۴      | ۱۳۰٬۹۴۶     | تسالی                 |
| ۸    | کالیته‌آ۱              | ۱۱۴٬۲۳۳      | ۱۰۹٬۶۰۹      | ۱۰۶٬۷۵۷     | آتیک                  |
| ۹    | نیکایا۱٬۳             | ۸۷٬۵۹۷       | ۹۵٬۴۰۳       | ۹۴٬۶۰۸      | آتیک                  |
| ۱۰   | کالاماریا۲            | ۸۰٬۶۹۸       | ۸۷٬۲۵۵       | ۹۳٬۵۸۴      | مقدونیه مرکزی         |
| ۱۱   | گلیفادا۱              | ۶۳٬۳۰۶       | ۸۰٬۴۰۹       | ۹۲٬۷۸۵      | آتیک                  |
| ۱۲   | آخرنس۱                | ۶۱٬۰۵۲       | ۷۵٬۳۲۹       | ۸۶٬۰۳۳      | آتیک                  |
| ۱۳   | ولس                   | ۷۷٬۱۹۲       | ۸۲٬۴۳۹       | ۸۵٬۳۹۴      | تسالی                 |
| ۱۴   | ایلیو۱                | ۷۸٬۳۲۶       | ۸۰٬۸۵۹       | ۸۱٬۹۹۷      | آتیک                  |
| ۱۵   | کراتسینی۱٬۳           | ۷۱٬۹۸۲       | ۷۶٬۱۰۲       | ۷۷٬۸۰۳      | آتیک                  |
| ۱۶   | هلیوپولیس۱            | ۷۵٬۰۳۷       | ۷۵٬۹۰۴       | ۷۶٬۵۰۸      | آتیک                  |
| ۱۷   | نئااسمیرنی۱           | ۶۹٬۷۴۹       | ۷۳٬۹۸۶       | ۷۶٬۱۳۲      | آتیک                  |
| ۱۸   | کالاندری۱             | ۶۶٬۲۸۵       | ۷۱٬۶۸۴       | ۷۵٬۴۱۸      | آتیک                  |
| ۱۹   | ماروسی۱               | ۶۴٬۰۹۲       | ۶۹٬۴۷۰       | ۷۳٬۶۴۳      | آتیک                  |
| ۲۰   | زگرافو۱               | ۸۰٬۴۹۲       | ۷۶٬۱۱۵       | ۷۳٬۴۷۲      | آتیک                  |
| ۲۱   | اگالئو۱               | ۷۸٬۵۶۳       | ۷۴٬۰۴۶       | ۷۱٬۳۹۷      | آتیک                  |
| ۲۲   | آژیوس دیمیتریوس۱      | ۵۷٬۵۷۴       | ۶۵٬۱۷۳       | ۶۹٬۶۹۲      | آتیک                  |
| ۲۳   | کوریدالوس۱٬۳          | ۶۳٬۱۸۴       | ۶۷٬۴۵۶       | ۶۹٬۶۱۶      | آتیک                  |
| ۲۴   | اووزموس۲              | ۲۸٬۸۲۱       | ۵۲٬۶۲۴       | ۶۹٬۵۹۰      | مقدونیه مرکزی         |
| ۲۵   | نئایونیا۱             | ۶۰٬۶۳۵       | ۶۶٬۰۱۷       | ۶۸٬۷۷۲      | آتیک                  |
| ۲۶   | پالئو فالیرو۱         | ۶۱٬۳۷۱       | ۶۴٬۷۵۹       | ۶۷٬۰۰۱      | آتیک                  |
| ۲۷   | یوآنینا               | ۵۶٬۶۹۹       | ۶۱٬۶۲۹       | ۶۵٬۱۴۷      | ایپیروس               |
| ۲۸   | آیه باراسکوی۱         | ۴۷٬۴۶۳       | ۵۶٬۸۳۶       | ۶۲٬۶۹۵      | آتیک                  |
| ۲۹   | ویروناس۱              | ۵۸٬۵۲۳       | ۶۱٬۱۰۲       | ۶۲٬۲۶۹      | آتیک                  |
| ۳۰   | کاوالا                | ۵۶٬۵۷۱       | ۵۸٬۶۶۳       | ۵۹٬۵۱۶      | مقدونیه شرقی و تراکیه |
| ۳۱   | گالاتسی۱              | ۵۷٬۲۳۰       | ۵۸٬۰۴۲       | ۵۸٬۸۳۴      | آتیک                  |
| ۳۲   | رودس                  | ۴۲٬۴۰۰       | ۵۲٬۳۱۸       | ۵۸٬۱۹۷      | اژه جنوبی             |
| ۳۳   | سرس                   | ۵۰٬۰۱۷       | ۵۴٬۲۶۶       | ۵۶٬۶۹۴      | مقدونیه مرکزی         |
| ۳۴   | الکساندروپولیس        | ۳۷٬۹۰۴       | ۴۸٬۸۸۵       | ۵۵٬۱۸۳      | مقدونیه شرقی و تراکیه |
| ۳۵   | خانیا                 | ۵۰٬۰۷۷       | ۵۳٬۳۷۳       | ۵۵٬۱۴۳      | جزیره کرت             |
| ۳۶   | کالسیس                | ۵۱٬۶۴۶       | ۵۳٬۵۸۴       | ۵۴٬۹۸۱      | یونان مرکزی           |
| ۳۷   | پتروپولیس۱            | ۳۸٬۲۷۸       | ۴۸٬۳۲۷       | ۵۴٬۹۳۰      | آتیک                  |
| ۳۸   | کاترینی               | ۴۳٬۶۱۳       | ۵۰٬۵۱۰       | ۵۴٬۷۳۵      | مقدونیه مرکزی         |
| ۳۹   | کالاماتا              | ۴۳٬۶۲۵       | ۴۹٬۱۵۴       | ۵۲٬۱۳۱      | پلپونز                |
| ۴۰   | تریکالا               | ۴۵٬۸۳۵       | ۴۸٬۶۸۶       | ۵۰٬۳۴۰      | تسالی                 |
| ۴۱   | زانتی                 | ۳۷٬۴۳۰       | ۴۵٬۱۱۱       | ۴۹٬۸۵۶      | مقدونیه شرقی و تراکیه |
| ۴۲   | لامیا                 | ۴۴٬۰۸۴       | ۴۶٬۴۰۶       | ۴۷٬۶۴۹      | یونان مرکزی           |
| ۴۳   | ایراکلیو، آتیک۱       | ۴۲٬۹۰۵       | ۴۵٬۹۲۶       | ۴۷٬۵۴۰      | آتیک                  |
| ۴۴   | کموتینی               | ۳۷٬۰۳۶       | ۴۳٬۳۲۶       | ۴۶٬۸۴۷      | مقدونیه شرقی و تراکیه |
| ۴۵   | کیفیسیا۱              | ۳۹٬۱۶۶       | ۴۳٬۹۲۹       | ۴۶٬۶۹۴      | آتیک                  |
| ۴۶   | سیگز۲                 | ۳۴٬۰۵۹       | ۴۱٬۷۲۶       | ۴۶٬۶۷۰      | مقدونیه مرکزی         |
| ۴۷   | ورویا                 | ۳۷٬۸۵۸       | ۴۲٬۷۹۴       | ۴۵٬۳۴۴      | مقدونیه مرکزی         |
| ۴۸   | کائیداری۱             | ۴۴٬۸۳۱       | ۴۵٬۲۲۷       | ۴۵٬۲۶۹      | آتیک                  |
| ۴۹   | دراما                 | ۳۷٬۶۰۴       | ۴۲٬۵۰۱       | ۴۵٬۱۳۱      | مقدونیه شرقی و تراکیه |
| ۵۰   | آگرینیو               | ۳۹٬۳۶۸       | ۴۲٬۳۹۰       | ۴۴٬۰۸۲      | یونان غربی            |
| ۵۱   | استاوروپولی۲          | ۳۷٬۵۹۶       | ۴۱٬۶۵۳       | ۴۴٬۰۱۲      | مقدونیه مرکزی         |
| ۵۲   | آلیموس۱               | ۳۲٬۰۲۴       | ۳۸٬۰۴۷       | ۴۱٬۷۸۴      | آتیک                  |
| ۵۳   | پولیخنی۲              | ۲۷٬۸۹۴       | ۳۶٬۱۴۶       | ۴۱٬۷۳۰      | مقدونیه مرکزی         |
| ۵۴   | آبلوکیپی۲             | ۴۰٬۰۹۳       | ۴۱٬۳۰۲       | ۴۱٬۲۰۶      | مقدونیه مرکزی         |
| ۵۵   | کوزانی                | ۳۱٬۵۵۳       | ۳۵٬۲۴۲       | ۳۷٬۱۳۳      | مقدونیه غربی          |
| ۵۶   | آسپروپیرگوس۴          | ۱۵٬۷۱۵       | ۲۷٬۷۴۱       | ۳۵٬۸۱۱      | آتیک                  |
| ۵۷   | آیی انارگیری۱         | ۳۰٬۷۳۹       | ۳۲٬۹۵۷       | ۳۴٬۱۴۷      | آتیک                  |
| ۵۸   | آرییروپولی۱           | ۳۱٬۵۳۰       | ۳۳٬۱۵۸       | ۳۳٬۹۸۱      | آتیک                  |
| ۵۹   | کاردیتسا              | ۳۰٬۰۶۷       | ۳۲٬۰۳۱       | ۳۳٬۱۵۶      | تسالی                 |
| ۶۰   | کیوس                  | ۲۲٬۸۹۴       | ۲۳٬۷۷۹       | ۳۲٬۷۰۰      | اژه شمالی             |
| ۶۱   | نئایونیا، ماگنسیا     | ۲۷٬۹۰۴       | ۳۰٬۸۰۴       | ۳۲٬۶۰۱      | تسالی                 |
| ۶۲   | ویرلیسیا۱             | ۱۶٬۵۷۱       | ۲۵٬۵۸۲       | ۳۲٬۵۸۹      | آتیک                  |
| ۶۳   | آییا واروارا۱         | ۲۸٬۷۰۶       | ۳۰٬۵۶۲       | ۳۱٬۵۴۰      | آتیک                  |
| ۶۴   | کورینتوس              | ۲۷٬۴۱۲       | ۲۹٬۷۸۷       | ۳۱٬۴۳۰      | پلپونز                |
| ۶۵   | خلارگوس۱              | ۳۳٬۶۹۱       | ۳۲٬۱۶۶       | ۳۱٬۲۰۵      | آتیک                  |
| ۶۶   | وولا۱                 | ۱۷٬۹۹۸       | ۲۵٬۵۳۲       | ۳۱٬۰۰۵      | آتیک                  |
| ۶۷   | رتیمنون               | ۲۳٬۴۲۰       | ۲۷٬۸۶۸       | ۳۰٬۹۵۵      | جزیره کرت             |
| ۶۸   | تولیمائیزا            | ۲۵٬۱۲۵       | ۲۸٬۶۷۹       | ۳۰٬۷۵۴      | مقدونیه غربی          |
| ۶۹   | نئاپولی۲              | ۳۰٬۵۶۸       | ۲۹٬۹۹۵       | ۳۰٬۱۰۶      | مقدونیه مرکزی         |
| ۷۰   | متامورفوسی۱           | ۲۱٬۰۵۲       | ۲۶٬۴۴۸       | ۲۹٬۹۸۰      | آتیک                  |
| ۷۱   | آنو لیوسیا۱           | ۲۱٬۳۹۷       | ۲۶٬۴۲۳       | ۲۹٬۶۶۱      | آتیک                  |
| ۷۲   | میتیلن                | ۲۳٬۹۷۱       | ۲۷٬۲۴۷       | ۲۸٬۸۹۸      | اژه شمالی             |
| ۷۳   | یانیتسا               | ۲۲٬۵۰۴       | ۲۶٬۲۹۶       | ۲۸٬۶۱۱      | مقدونیه مرکزی         |
| ۷۴   | الوزیس۴               | ۲۲٬۷۹۳       | ۲۵٬۸۶۳       | ۲۷٬۶۷۳      | آتیک                  |
| ۷۵   | سالامین۳              | ۲۲٬۵۶۷       | ۲۵٬۷۳۰       | ۲۷٬۶۰۶      | آتیک                  |
| ۷۶   | تریپولی               | ۲۲٬۴۲۹       | ۲۵٬۵۲۰       | ۲۷٬۱۰۴      | پلپونز                |
| ۷۷   | پراما۱٬۳              | ۲۴٬۱۱۹       | ۲۵٬۷۲۰       | ۲۶٬۵۶۷      | آتیک                  |
| ۷۸   | کورفو                 | ۳۱٬۳۵۹       | ۲۸٬۱۸۵       | ۲۶٬۳۸۴      | جزایر ایونی           |
| ۷۹   | کیساریانی۱            | ۲۶٬۷۰۱       | ۲۶٬۳۲۳       | ۲۶٬۰۰۵      | آتیک                  |
| ۸۰   | آرگوس                 | ۲۱٬۹۰۱       | ۲۴٬۲۳۹       | ۲۵٬۵۲۹      | پلپونز                |
| ۸۱   | کاماترون۱             | ۱۷٬۴۱۰       | ۲۲٬۲۳۴       | ۲۵٬۴۳۹      | آتیک                  |
| ۸۲   | الفریو-کویلو۲         | ۱۶٬۵۴۹       | ۲۱٬۶۳۰       | ۲۵٬۰۹۸      | مقدونیه مرکزی         |
| ۸۳   | مگارا                 | ۲۰٬۴۰۳       | ۲۳٬۰۳۲       | ۲۴٬۵۷۲      | آتیک                  |
| ۸۴   | ملیسیا۱               | ۱۳٬۴۶۹       | ۱۹٬۵۲۶       | ۲۴٬۰۰۶      | آتیک                  |
| ۸۵   | پیلا۲                 | ۲۰٬۷۸۵       | ۲۲٬۷۴۴       | ۲۳٬۸۶۵      | مقدونیه مرکزی         |
| ۸۶   | مسکاتو۱               | ۲۲٬۰۳۹       | ۲۳٬۱۵۳       | ۲۳٬۷۱۴      | آتیک                  |
| ۸۷   | نئافیلادلفیا۱         | ۲۵٬۲۶۱       | ۲۴٬۱۱۲       | ۲۳٬۳۸۹      | آتیک                  |
| ۸۸   | دفنی۱                 | ۲۴٬۱۵۲       | ۲۳٬۶۷۴       | ۲۳٬۳۱۳      | آتیک                  |
| ۸۹   | آرتمیسا۴              | ۹٬۴۸۵        | ۱۷٬۳۹۱       | ۲۲٬۸۲۵      | آتیک                  |
| ۹۰   | تبس                   | ۱۹٬۵۰۵       | ۲۱٬۲۱۱       | ۲۲٬۴۱۳      | یونان مرکزی           |
| ۹۱   | پیرگوس                | ۲۸٬۴۶۵       | ۲۳٬۲۷۴       | ۲۱٬۸۱۰      | یونان غربی            |
| ۹۲   | کیلکیس                | ۱۲٬۱۳۹       | ۱۷٬۴۳۰       | ۲۱٬۰۲۴      | مقدونیه مرکزی         |
| ۹۳   | لیوادیا               | ۱۸٬۴۳۷       | ۲۰٬۰۶۱       | ۲۰٬۹۸۴      | یونان مرکزی           |
| ۹۴   | پفکی۱                 | ۱۷٬۹۸۷       | ۱۹٬۸۸۷       | ۲۰٬۹۶۸      | آتیک                  |
| ۹۵   | اژیون                 | ۲۲٬۱۷۸       | ۲۱٬۰۶۱       | ۲۰٬۴۳۵      | یونان غربی            |
| ۹۶   | آمالادا               | ۱۵٬۲۳۲       | ۱۸٬۲۶۱       | ۲۰٬۲۶۶      | یونان غربی            |
| ۹۷   | کوس                   | ۱۴٬۷۱۴       | ۱۷٬۸۹۰       | ۱۹٬۹۵۶      | اژه جنوبی             |
| ۹۸   | نائوسا                | ۱۹٬۷۹۴       | ۱۹٬۸۷۰       | ۱۹٬۸۷۸      | مقدونیه مرکزی         |
| ۹۹   | آرتا (یونان)          | ۱۹٬۰۸۷       | ۱۹٬۴۳۵       | ۱۹٬۵۸۲      | ایپیروس               |
| ۱۰۰  | ادسا                  | ۱۷٬۱۲۸       | ۱۸٬۲۵۳       | ۱۸٬۸۷۲      | مقدونیه مرکزی         |
| ۱۰۱  | الینیکو۱              | ۱۳٬۵۱۷       | ۱۶٬۷۴۰       | ۱۸٬۸۲۳      | آتیک                  |
| ۱۰۲  | یرگاس۱                | ۸٬۵۱۲        | ۱۳٬۹۲۱       | ۱۸٬۳۲۸      | آتیک                  |
| ۱۰۳  | کروپی۴                | ۱۲٬۷۹۰       | ۱۵٬۸۶۰       | ۱۷٬۸۴۶      | آتیک                  |
| ۱۰۴  | پروزا                 | ۱۳٬۶۹۵       | ۱۶٬۳۲۱       | ۱۷٬۷۹۱      | ایپیروس               |
| ۱۰۵  | پانوراما۵             | ۱۰٬۲۷۵       | ۱۴٬۵۵۲       | ۱۷٬۶۷۰      | مقدونیه مرکزی         |
| ۱۰۶  | پرآ۵                  | ۲٬۹۴۹        | ۱۳٬۳۰۶       | ۱۷٬۶۱۷      | مقدونیه مرکزی         |
| ۱۰۷  | ارئوکسترو۵            | ۵٬۴۵۸        | ۱۱٬۸۹۶       | ۱۷٬۰۲۹      | مقدونیه مرکزی         |
| ۱۰۸  | نئا اریترایا۱         | ۱۲٬۹۹۳       | ۱۵٬۴۳۹       | ۱۶٬۹۵۷      | آتیک                  |
| ۱۰۹  | اریستیادا             | ۱۲٬۶۹۱       | ۱۵٬۲۴۶       | ۱۶٬۷۴۷      | مقدونیه شرقی و تراکیه |
| ۱۱۰  | ترمی۵                 | ۵٬۱۵۶        | ۱۱٬۳۶۰       | ۱۶٬۳۳۸      | مقدونیه مرکزی         |
| ۱۱۱  | کالیویا توریکو۴       | ۷٬۳۵۷        | ۱۲٬۲۰۲       | ۱۶٬۱۹۳      | آتیک                  |
| ۱۱۲  | پالینی۱               | ۸٬۰۲۱        | ۱۲٬۵۵۲       | ۱۶٬۱۱۷      | آتیک                  |
| ۱۱۳  | منمنی۲                | ۱۲٬۹۳۲       | ۱۴٬۹۱۰       | ۱۶٬۱۱۶      | مقدونیه مرکزی         |
| ۱۱۴  | اسپارت                | ۱۳٬۰۱۱       | ۱۴٬۸۱۷       | ۱۵٬۸۵۱      | پلپونز                |
| ۱۱۵  | آیوس یوانیس ارنتیس۱٬۳ | ۱۴٬۲۱۸       | ۱۵٬۰۶۰       | ۱۵٬۴۹۷      | آتیک                  |
| ۱۱۶  | فلورینا               | ۱۲٬۳۵۵       | ۱۴٬۲۷۹       | ۱۵٬۲۵۰      | مقدونیه غربی          |
| ۱۱۷  | نئا ماکری۴            | ۱۲٬۱۲۰       | ۱۳٬۹۸۶       | ۱۵٬۱۰۸      | آتیک                  |
| ۱۱۸  | پآنیا۴                | ۹٬۷۱۰        | ۱۲٬۸۵۵       | ۱۵٬۰۱۲      | آتیک                  |